# Jvîrka
Jvîrka (în ucraineană Жвирка) este o așezare de tip urban din raionul Sokal, regiunea Liov, Ucraina. În afara localității principale, mai cuprinde și satul Zavîșen.

## Demografie
Componența lingvistică a așezării de tip urban Jvîrka
     Ucraineană (99%)
     Alte limbi (0,95%)
Conform recensământului din 2001, majoritatea populației așezării de tip urban Jvîrka era vorbitoare de ucraineană (99%), existând în minoritate și vorbitori de alte limbi.